# داوید اوسپینا
داوید اوسپینا رامیرس (اسپانیایی: David Ospina Ramírez‎؛ زاده ۳۱ اوت ۱۹۸۸) دروازه‌بان اهل کلمبیا است که برای باشگاه فوتبال اتلتیکو ناسیونال بازی میکند.

## باشگاهی
وی نوجوانی و جوانی خود را در باشگاه فوتبال اتلتیکو ناسیونال گذراند و در ۹۷ بازی در دروازهٔ این تیم حضور داشت و به نوعی فوتبال خود را از آنجا شروع کرد. وی سال ۲۰۰۸ به نیس فرانسه پیوست و ۱۸۹ بار برای این تیم بازی کرد و ۶ سال از عمر خود را در فرانسه سپری کرد. پس از آن با نمایش خیره کننده‌ای که از خود در جام جهانی فوتبال ۲۰۱۴ نشان داد موجب شد تا آرسن ونگر سرمربی تیم آرسنال با نگاه ویژه‌ای که به این دروازه‌بان داشت، او را با ۴٫۴ میلیون یورو برای این تیم به خدمت بگیرد، و بعد از روی کار آمدن مربی جدید آرسنال و عدم اعتماد به او سبب شد به صورت قرضی و با بند خرید به ناپولی برود.

## تیم ملی
اوسپینا در سال ۲۰۱۰ برای اولین بار برای تیم ملی فوتبال کلمبیا به میدان رفت و در جام جهانی فوتبال ۲۰۱۴ به عنوان ششمین دروازه‌بان برتر جام انتخاب شد.

## افتخارات

### اتلتیکو ناسیونال
- لیگ سری آ کلمبیا : ۲۰۰۷ و ۲۰۰۵

### آرسنال
- جام حذفی فوتبال انگلستان : ۲۰۱۴–۲۰۱۵ [۲]و ۲۰۱۶–۲۰۱۷[۳]
- سوپر جام انگلستان:۲۰۱۷[۴]

### ناپولی
- کوپا ایتالیا : ۲۰۱۹–۲۰۲۰

### تیم ملی زیر ۲۳ سال کلمبیا
- قهرمانی مسابقات آمریکای مرکزی و کارائیب : ۲۰۰۶

### کلمبیا
- مقام سوم کوپا آمریکا : ۲۰۱۶ [۵]و ۲۰۲۱[۶]

### افتخارات فردی
- بهترین دروازه بان ماه لیگ حرفه‌ای فوتبال عربستان : اکتبر ۲۰۲۲